# 清木場俊介 SONGS 2005-2008
清木場俊介 SONGS 2005-2008（きよきばしゅんすけ・ソングス・ニセンゴ・ニセンハチ）は、2009年3月18日に発売された清木場俊介初の企画アルバムである。発売元はrhythm zone。

## 概要
「CD+DVD」「CDのみ」の形態で発売、それぞれジャケット写真が異なる。
「CD」には、2005年のソロデビュー以降に発売されたシングル全10曲と、最新ライブツアーでも歌われた楽曲を収録。「DVD」には、初商品化となったライブ映像や過去に発売した映像作品から厳選されたライブ映像を収録。
清木場はこのアルバムに対して「まだ過去のことを振り返りたくなかったから、前のレコード会社から企画アルバムの話が出たときは乗り気ではなかった」と語っている。
2009年3月30日付のオリコン週間アルバムランキングで14位を記録した。

## 収録曲
- 収録曲の詳細は、各項目を参照。

| #         | タイトル                                                                     | 作詞・作曲                                    | 編曲                                           | 時間  |
| --------- | ---------------------------------------------------------------------------- | --------------------------------------------- | ---------------------------------------------- | ----- |
| 1.        | 「いつか… (Single Version)」(1stシングル)                                    | 清木場俊介                                    | 渡辺善太郎                                     | 5:11  |
| 2.        | 「さよなら愛しい人よ…」(2ndシングル)                                         | 清木場俊介 (作詞) 坂本サトル (作曲)           | 佐野健二                                       | 5:19  |
| 3.        | 「爾来〜10年後のボク等〜」(2ndシングル『さよなら愛しい人よ…』カップリング曲) | 清木場俊介・川根来音                          | 佐野健二                                       | 5:11  |
| 4.        | 「唄い人」(1stアルバム『清木場俊介』収録曲)                                  | 清木場俊介 (作詞) 川根来音 (作曲)             | 佐野健二                                       | 5:16  |
| 5.        | 「人間じゃろうが!」(3rdシングル『人間じゃろうが!/さよならの唄…。』1曲目)     | 清木場俊介 (作詞) 清木場俊介・川根来音 (作曲) | 高橋圭一 クラッシャー木村 (ストリングス編曲)   | 7:34  |
| 6.        | 「believe」(4thシングル『believe/僕の毎日』1曲目)                            | 清木場俊介 (作詞) 高橋圭一 (作曲)             | 高橋圭一 弦一徹 (ストリングス編曲)             | 4:52  |
| 7.        | 「天国は待ってくれる」(5thシングル)                                          | 清木場俊介 (作詞) 清木場俊介・川根来音 (作曲) | 高橋圭一                                       | 5:09  |
| 8.        | 「五日間……バックレよう」(6thシングル)                                        | 清木場俊介 (作詞) 川根来音 (作曲)             | 高橋圭一                                       | 5:01  |
| 9.        | 「最後の夜」(7thシングル)                                                    | 清木場俊介                                    | 高橋圭一 クラッシャー木村 (ストリングス編曲)   | 6:29  |
| 10.       | 「Baby」(2ndアルバム『IMAGE』収録曲)                                         | 川根来音                                      | 高橋圭一                                       | 4:54  |
| 11.       | 「愛してる」(2ndアルバム『IMAGE』収録曲)                                     | 川根来音                                      | 高橋圭一                                       | 5:19  |
| 12.       | 「SAKURA」(8thシングル)                                                      | 清木場俊介・川根来音                          | 高橋圭一                                       | 5:41  |
| 13.       | 「愛のかたち」(9thシングル)                                                  | 清木場俊介 (作詞) 春川仁志 (作曲)             | 春川仁志 村山達哉・春川仁志 (ストリングス編曲) | 5:05  |
| 14.       | 「今。 <2008 Version>」(10thシングル『今。』1曲目)                           | 清木場俊介 (作詞) monk (作曲)                 |                                                | 4:58  |
| 合計時間: | 合計時間:                                                                    | 合計時間:                                     | 合計時間:                                      | 75:59 |

| #   | タイトル                                                                                           | 作詞 | 作曲・編曲 |
| --- | -------------------------------------------------------------------------------------------------- | ---- | ---------- |
| 1.  | 「愚説」(清木場俊介「いつか…」CD購入者限定スペシャルライブ)                                        |      |            |
| 2.  | 「なにもできない」(清木場俊介「いつか…」CD購入者限定スペシャルライブ)                              |      |            |
| 3.  | 「いつか…」(清木場俊介「いつか…」CD購入者限定スペシャルライブ)                                     |      |            |
| 4.  | 「believe」(清木場俊介 Live Tour 2006 それ行け! オッサン少年の旅)                                  |      |            |
| 5.  | 「サル」(清木場俊介 Live Tour 2006 それ行け! オッサン少年の旅)                                     |      |            |
| 6.  | 「さよなら愛しい人よ…」(清木場俊介 Live Tour 2006 それ行け! オッサン少年の旅)                      |      |            |
| 7.  | 「Image」(清木場俊介 LIVE TOUR 2007 "まだまだ! オッサン少年の旅" OSSAN BOY'S TOUR BACK AGAIN)      |      |            |
| 8.  | 「Lenny Down」(清木場俊介 LIVE TOUR 2007 "まだまだ! オッサン少年の旅" OSSAN BOY'S TOUR BACK AGAIN) |      |            |
| 9.  | 「Baby」(清木場俊介 LIVE TOUR 2007 "まだまだ! オッサン少年の旅" OSSAN BOY'S TOUR BACK AGAIN)       |      |            |
| 10. | 「SAKURA」(清木場俊介 LIVE TOUR 2008 "Rock & Soul" 日本武道館)                                     |      |            |
| 11. | 「人間じゃろうが!」(清木場俊介 LIVE TOUR 2008 "Rock & Soul" 日本武道館)                            |      |            |
| 12. | 「今。」(清木場俊介 LIVE TOUR 2008 "Rock & Soul" 日本武道館)                                       |      |            |